# Bitwa u ujścia Bagradasu
Bitwa u ujścia Bagradasu – starcie zbrojne, które miało miejsce w roku 239 p.n.e. w trakcie wojny Kartagińczyków z najemnikami 240–237 p.n.e. (tzw. wojna bezlitosna).
Konflikt wzniecili najemnicy puniccy (Iberowie, Celtowie, Ligurowie, Balearowie i Grecy – 20 000 ludzi) niezadowoleni ze zmniejszenia żołdu po zakończeniu wojny punickiej.
Do pierwszego starcia doszło pod Utyką w 240 p.n.e., gdzie Hannon zadał klęskę rebeliantom dzięki szarży 100 słoni bojowych.
W rok później strateg Libii na czele 10 000 ludzi i 70 słoni pobił wojska powstańców u ujścia rzeki Bagradas. Rebelianci stracili 6 000 zabitych. 2 000 buntowników zostało wziętych do niewoli.
Wprawdzie w 237 p.n.e. pod Tunes powstańcom udało się jeszcze pokonać wojska kartagińskie, lecz dzięki pomocy Hamilkara Hannonowi udało się w końcu rozbić ostatecznie siły buntowników. Ich przywódca Mathos został zamęczony w swoistej "drodze krzyżowej" na ulicach Kartaginy.